# Tuvshinbat Byamba
Tuvshinbat Byamba est un boxeur mongol né le 27 mars 1987.

## Carrière
Sa carrière amateur est marquée par une médaille d'argent aux championnats d'Asie d'Oulan-Bator en 2007 dans la catégorie super-légers et par une médaille de bronze à Incheon en 2011 en poids welters.

## Palmarès

### Jeux olympiques
- Qualifié pour les Jeux de 2012 à Londres, Royaume-Uni

### Championnats d'Asie de boxe amateur
- Médaille de bronze en -69 kg en 2011 à Incheon, Corée du Sud
- Médaille d'argent en -64 kg en 2007 à Oulan-Bator, Mongolie